# NGC 417
NGC 417 est une vaste et lointaine galaxie lenticulaire située dans la constellation de la Baleine. Elle a été découverte par l'astronome américain Francis Leavenworth en 1886.

## Caractéristiques
Sa vitesse par rapport au fond diffus cosmologique est de 12 369 ± 49 km/s, ce qui correspond à une distance de Hubble de 182 ± 13 Mpc (∼594 millions d'al).
À ce jour, une mesure non basée sur le décalage vers le rouge (redshift) donne une distance d'environ 164,000 Mpc (∼535 millions d'al). Cette valeur est tout juste à l'extérieur des valeurs de la distance de Hubble. Notons cependant que c'est avec la valeur moyenne des mesures indépendantes, lorsqu'elles existent, que la base de données NASA/IPAC calcule le diamètre d'une galaxie et qu'en conséquence le diamètre de NGC 417 pourrait être d'environ 53,9 kpc (∼176 000 al) si on utilisait la distance de Hubble pour le calculer.
Selon la base de données Simbad, NGC 417 est une galaxie LINER, c'est-à-dire une galaxie dont le noyau présente un spectre d'émission caractérisé par de larges raies d'atomes faiblement ionisés.